# Lei Lerdo
Lei Lerdo é o apelido por que ficou conhecida a "La Ley de desamortización de las fincas rústicas y urbanas de las corporaciones civiles y religiosas de México", promulgada em 25 de junho de 1856 pelo presidente Ignacio Comonfort.
Esta lei tinha como objetivo reativar a economia e sanear as finanças Estado. Tem uma origem totalmente liberal e perante a grande quantidade de bens imóveis em poder da Igreja Católica decidiu-se a sua expropriação a favor do Estado e subsequente venda em hasta pública para obter recursos financeiros. De acordo com os artigos da lei, os arrendatários de imóveis eclesiásticos podem comprá-los ao Estado Mexicano por um preço calculado de acordo com a renda que pagam, e os que não estivessem arrendados, seriam vendidos em hasta pública.
Os grupos religiosos deixaram de poder adquirir bens imóveis, com excepção dos estritamente necessários ao culto. Este lei forma parte das chamadas leis de Reforma que estebeleceram a separação entre a Igreja e o Estado, a abolição dos foros eclesiásticos e a secularização do registo de nascimentos, falecimentos e matrimónios (dando origem ao Registo Civil). 
Ficou assim conhecida devido ao papel importante que teve Miguel Lerdo de Tejada na sua formulação, regulamentação, interpretação e execução. Teve como principal consequência que muitos dos prédios ficassem em mãos de estrangeiros, muitos deles dando origem aos grande latifúndios em anos posteriores.